# Вискочка
«Вискочка» (англ. Election, букв. «Вибори») — американська комедія режисера Александера Пейна. Прем'єра фільму відбулася 23 квітня 1999 року. Фільм поставлено за однойменним романом Тома Перротти. Головні ролі у фільмі виконали Метью Бродерік і Різ Візерспун.

## Сюжет
Сюжет фільму розгортається навколо виборів президента шкільної ради та висміює шкільне життя приміської школи та політику. Вчитель історії, суспільствознавства та поточних подій Джим Макаллістер вважає, що нахабна учениця Трейсі Флік не варта цієї посади, і намагається щосили перешкодити їй перемогти на виборах.

## У ролях
| Актор            | Роль              |
| ---------------- | ----------------- |
| Метью Бродерик   | Джим Макаллістер  |
| Різ Візерспун    | Трейсі Флік       |
| Кріс Клейн       | Пол Мецлер        |
| Джесіка Кемпбелл | Теммі Мецлер      |
| Філ Рівз         | Волт Хендрікс     |
| Моллі Хейган     | Дайан Макаллістер |
| Коллін Кемп      | Джудіт Флік       |
| Ніколас Д'Агосто | Ларрі Фауч        |
| Джанін Джексон   | Джо Мецлер        |
| Холмс Осборн     | Дік Мецлер        |
| Марк Харелік     | Дейв Новотни      |
| Делані Дрісколл  | Лінда Новотни     |
| Мет Меллой       | Рон Болл          |
| Френкі Інграсія  | Ліза Фланаган     |

## Збори
Вискочка не мав касового успіху, оскільки зібрали лише 17,2 мільйона доларів проти бюджету в 8,5-25 мільйонів доларів.

## Критика
Вибори отримали схвалення критиків. На сайті Rotten Tomatoes фільм отримав рейтинг 92% на основі 114 рецензій із середнім рейтингом 7,90/10. Консенсус критиків говорить: «Вибори вдало поєднують чорний гумор і розумний текст у цьому дуже дотепному та приємному фільмі». На Metacritic фільм отримав 83 бали зі 100 на основі 33 рецензій, що вказує на «загальне визнання».Глядачі, опитані CinemaScore, поставили фільму оцінку «B−» за шкалою від A до F. Пізніше він посів 5 місце в першому щорічному опитуванні Village Voice Film Poll.
Роджер Еберт дав фільму три з половиною зірки з чотирьох, похваливши Візерспун і Пейн і сказав: «...це фільм не просто про огидного учня, а й про недосконалого вчителя, непомітну адміністрацію, і студентство, яке здебільшого просто відзначає час, поки не зможе вийти у світ і зайняти цінний простір».
Тодд Маккарті з Variety писав: «Розкидає такий розумний дотеп і бадьору злобу, що зробить його більш привабливим для вибагливих дорослих, ніж для підлітків, які просто хочуть повеселитися».
Дессон Хау з The Washington Post рекомендував фільм, кажучи, що це «сатира сезону, веселе, гостре, як бритва, обвинувачення американської мрії», а також хвалив Пейна за те, що він знайшов «ідеальну точку опори між гумором і трагедією, між чорною комедією». і зворушливість».
За словами Пейна, це також улюблений політичний фільм президента Барака Обами.